# Elizabeth Dekkers
Pour les articles homonymes, voir Dekkers.
Elizabeth Dekkers, née le 6 mai 2004 à Brisbane, est une nageuse australienne spécialiste du papillon. Après le titre sur le 200 m papillon aux Jeux du Commonwealth de 2022, elle obtient l'argent sur la même épreuve lors des Mondiaux 2023.

## Carrière
Dekkers commence la natation en compétition à l'âge de 10 ans et se concentre sur le 200 m papillon dès l'âge de 12 ans.
Aux Jeux du Commonwealth de 2022, elle remporte sa première médaille mondiale internationale en remportant le 200 m papillon en 2 min 07 s 26. En 2023, elle monte sur la deuxième marche du podium sur la même distance lors des Championnats du monde.
Elle fait ses études à l'université du Queensland.

## Palmarès

### Championnats du monde (50 m)
- Championnats du monde 2023 à Fukuoka ( Japon) :
  -  médaille d'argent du 200 m papillon
- Championnats du monde 2025 à Singapour :
  -  médaille de bronze du 200 m papillon

### Championnats du monde (25 m)
- Championnats du monde en petit bassin 2022 à Melbourne ( Australie) :
  -  médaille de bronze du 200 m papillon

### Jeux du Commonwealth
- Jeux du Commonwealth de 2022 à Birmingham ( Royaume-Uni) :
  -  médaille d'or du 200 m papillon